# La Tinaia
La Tinaia è un centro di riabilitazione per pazienti psichiatrici comprendente un atelier e uno spazio espositivo, situato all'interno del complesso di San Salvi di Firenze.

## Storia
Nasce ufficialmente nel 1975 all'interno dell'ex ospedale psichiatrico Vincenzo Chiarugi di Firenze per iniziativa di due infermieri e artisti, Massimo Mensi e Giuliano Buccioni, i quali, sulla scia delle teorie antipsichiatriche, hanno l'obiettivo di avviare i pazienti della struttura manicomiale ad un percorso che ne valorizzi le capacità artistico-espressive. Prende così vita il Centro di attività espressive, un laboratorio in cui viene dato grande valore alla creatività 
ed alla libera espressione nel disegnare,nella dipingere e nel lavorare la creta. Per i malati rappresenta una possibilità di comunicare con l'esterno e di uscire da una situazione di emarginazione sociale. In seguito alla Legge Basaglia di riforma manicomiale del 1978 e alla conseguente chiusura del manicomio, il centro continua la sua attività, integrandosi nella rete dei servizi di salute mentale.

## Specificità nel panorama terapeutico e artistico
Diventa uno dei pochi casi al mondo di comunità terapeutica in cui l'arte è praticata liberamente da pazienti psichiatrici. Un esempio simile è "La casa degli artisti" annessa all'ospedale psichiatrico Santa Maria di Gugging, a Vienna.
Punto di riferimento teorico sono le riflessioni dell'artista Jean Dubuffet a proposito dell'Art Brut che definisce come "l'arte delle persone autodidatte prive di ogni condizionamento culturale e di conformismo sociale". A differenza degli artisti convenzionali, gli artisti dell'Art Brut non creano le loro opere con lo scopo predefinito di fare arte o con la consapevolezza di dare un valore artistico prefissato alle loro opere, ma piuttosto per soddisfare il loro desiderio di esprimere idee e stati d'animo connessi alle loro esperienze di vita.
Molte delle opere realizzate nel centro partecipano a mostre d'arte. Nel 2002 nasce l'associazione "La Nuova Tinaia Onlus" che svolge attività di valorizzazione e di documentazione del patrimonio artistico, oltre all'esposizione e la commercializzazione delle opere. Alcune di queste sono esposte in musei e in collezioni pubbliche e private come la Collection de l'Art Brut di Losanna, l'Aracine di Parigi, il Musée d'art Moderne di Villenueve-d'Ascq, la Phyllis Kind Gallery di Chicago e New York.

## Collezione
La "Collezione La Tinaia" comprende opere grafiche su carta e su tela, sculture e manufatti in ceramica. Istituita nei primi anni '90, rappresenta il frutto artistico e la testimonianza visiva dell'esperienza creativa dell'atelier.

### Mostre e esposizioni
La collezione ha un significativo valore artistico ed estetico. Una delle prime e più importanti esposizioni è stata "Colori dal buio: l'arte come strumento dall'istituzione psichiatrica" organizzata nel 1981 nel Chiostro Grande di Santa Croce a Firenze. Dal 2004 alcune tele sono ospitate dalla Biblioteca di Scienze Sociali dell'Università degli Studi di Firenze.

## Artisti
Alcuni artisti che hanno frequentato o frequentano il centro:
- Umberto Ammannati
- Giuseppe Barocchi
- Marco Biffoli
- Guido Boni
- Antonio Brizzolari
- Vittorio Carlesi
- Margherita Cinque
- Pierluigi Cortesia
- Andrea Federici
- Angela Fidilio
- Giovanni Galli
- Giordano Gelli
- Antonio Melis
- Massimo Modisti
- Fioretto Musio
- Francesco Motolese
- Giorgio Pagnini
- Paolo Paoli
- Giuseppina Pastore
- Paolo Rafanelli
- Marco Raugei
- Attilio Scarpa
- Franca Settembrini
- Gabriele Trinchera
- Claudio Ulivieri
- Anna Vangelisti
- Francesco Romiti